# Alur Alim
Alur Alim is een bestuurslaag in het regentschap Aceh Tamiang van de provincie Atjeh, Indonesië. Alur Alim telt 261 inwoners (volkstelling 2010).